# Collegio di West Ham and Beckton
West Ham and Beckton è un collegio elettorale inglese situato nella Grande Londra, e rappresentato alla Camera dei Comuni del Parlamento del Regno Unito. Elegge un membro del Parlamento con il sistema first-past-the-post, ossia maggioritario a turno unico; l'attuale parlamentare è James Asser del Partito Laburista, che rappresenta il collegio dal 2024.

## Estensione
Il collegio comprende i seguenti ward elettorali del borgo londinese di Newham: Beckton; Canning Town North; Canning Town South; Custom House; Plaistow North; Plaistow South; Plaistow West and Canning Town East; Royal Albert; Royal Victoria; West Ham e una piccola parte di Green Street West.

## Membri del Parlamento
| Elezione | Elezione | Deputato    | Partito   |
| -------- | -------- | ----------- | --------- |
|          | 2024     | James Asser | Laburista |

## Elezioni

### Elezioni negli anni 2020
| Partito                    | Partito                                      | Candidato                  | Risultati 4 luglio 2024 | Risultati 4 luglio 2024 |
| Partito                    | Partito                                      | Candidato                  | Voti                    | %                       |
| -------------------------- | -------------------------------------------- | -------------------------- | ----------------------- | ----------------------- |
|                            | Laburista                                    | James Asser                | 16 434                  | 45,21                   |
|                            | Newham Independents                          | Sophia Naqvi               | 7 180                   | 19,75                   |
|                            | Verdi                                        | Rob Callender              | 3 897                   | 10,72                   |
|                            | Conservatore                                 | Holly Ramsey               | 3 781                   | 10,40                   |
|                            | Reform UK                                    | Georgie David              | 2 800                   | 7,70                    |
|                            | Lib Dem                                      | Emily Bigland              | 1 606                   | 4,42                    |
|                            | Popoli Cristiani                             | Kayode Shedowo             | 460                     | 1,27                    |
|                            | TUSC                                         | Lois Austin                | 190                     | 0,52                    |
|                            |                                              |                            |                         |                         |
| Iscritti                   | Iscritti                                     | Iscritti                   | 78 790                  | 100,00                  |
| ↳ Votanti (% su iscritti)  | ↳ Votanti (% su iscritti)                    | ↳ Votanti (% su iscritti)  | 36 348                  | 46,13                   |
| ↳ Astenuti (% su iscritti) | ↳ Astenuti (% su iscritti)                   | ↳ Astenuti (% su iscritti) | 42 442                  | 53,87                   |
|                            |                                              |                            |                         |                         |
|                            | Esito: collegio a Laburista (nuovo collegio) |                            |                         |                         |